# César Blanco
César Blanco Rodríguez (León, España; 7 de mayo de 1950) es un exfutbolista español que se desempeñaba como portero.

## Trayectoria

### Real Oviedo
Llegó al Real Oviedo en el año de 1969, aunque su ascenso al primer equipo no lo logró hasta 1972 cuando fue inscrito para disputar minutos en la temporada 1972-73, aunque no sumó un solo partido.
Debutó el 1 de septiembre de 1973 en la visita ante el Valencia, que terminó con una derrota. Se mantuvo en este equipo durante cinco temporadas.
Con este club consiguió el título de la Segunda División de España en el año de 1975 y con eso el ascenso a la Primera División de España.

### AD Almería
Para la temporada 1978-79 llegó al AD Almería, en esa misma campaña lograron el ascenso a la Primera División de España tras quedar en primer lugar. En este equipo logró ser más habitual y acumuló muy buenas estadísticas. Tras malos resultados en la Primera División, descendieron en la temporada 1980-81, para después marcharse del equipo tras la desaparición del mismo por problemas económicos.

### Hércules
Fichó por el Hércules CF para la temporada 1982-83 y consiguió nuevamente un ascenso a la Primera División de España. Se mantuvo en este equipo hasta la temporada 1985-86 cuando decidió retirarse.

### Clubes
| Club        | País   | Año       | Part |
| ----------- | ------ | --------- | ---- |
| Real Oviedo | España | 1972-1978 | 53   |
| AD Almería  | España | 1978-1982 | 123  |
| Hércules CF | España | 1982-1986 | 46   |

## Palmarés

### Campeonatos nacionales
| Título                     | Club        | País   | Año     |
| -------------------------- | ----------- | ------ | ------- |
| Segunda División de España | Real Oviedo | España | 1974-75 |
| Segunda División de España | AD Almería  | España | 1978-79 |